# Bảo tàng Stedelijk Amsterdam
Bảo tàng Stedelijk Amsterdam (tiếng Anh: Stedelijk Museum Amsterdam, phát âm tiếng Hà Lan: [ˈsteːdələk myˈzeːjʏm ˌɑmstərˈdɑm], hay còn gọi là Bảo tàng thành phố Amsterdam), được biết đến dưới cái tên ngắn gọn là Stedelijk, là một viện bảo tàng cho nghệ thuật hiện đại, nghệ thuật đương đại và thiết kế ở Amsterdam, Hà Lan.
Tòa nhà do Adriaan Willem Weissman thiết kế vào thế kỷ 19, sau đó phần cánh và lối vào hiện tại được thiết kế bởi Nhóm kiến trúc sư Benthem Crouwel vào thế kỷ 21. Bảo tàng nằm ở Quảng trường Bảo tàng trong khu vực Amsterdam Nam, gần Bảo tàng Van Gogh, Rijksmuseum và Concertgebouw.
Bộ sưu tập bao gồm nghệ thuật hiện đại và hiện đại và thiết kế từ đầu thế kỷ 20 đến thế kỷ 21. Bảo tàng trưng bày tác phẩm của các nghệ sĩ như Vincent van Gogh, Wassily Kandinsky, Ernst Ludwig Kirchner, Marc Chagall, Henri Matisse, Jackson Pollock, Karel Appel, Andy Warhol, Willem de Kooning, Marlene Dumas, Lucio Fontana và Gilbert & George.
Năm 2015, bảo tàng có khoảng 675.000 khách tham quan.

## Lịch sử

### Thế kỷ 19

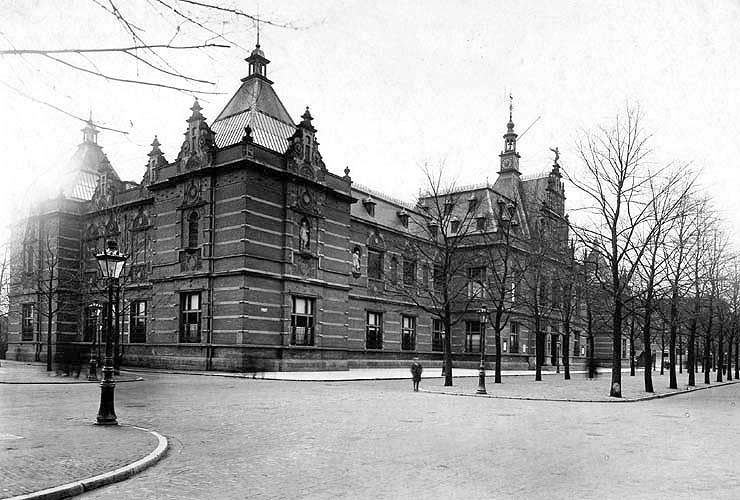
Tòa nhà cũ của Bảo tàng Stedelijk mở cửa năm 1895

Bảo tàng Stedelijk, Amsterdam, mở cửa ngày 14 tháng 9 năm 1895 là một sáng kiến của chính quyền địa phương và các tư nhân. Tòa nhà bảo tàng theo phong cách Tân Phục hưng của Hà Lan được thiết kế bởi kiến trúc sư người Hà Lan là Adriaan Willem Weissman và bắt đầu từ năm 1850, đây là một phần của dự án hiện đại hóa do người dân địa phương lãnh đạo. Việc xây dựng tòa nhà phần lớn do Sophia Adriana de Bruyn tài trợ năm 1890.

### Thế kỷ 20
Năm 1905, Cornelis Baard được bổ nhiệm làm người quản lý Stedelijk và thăng chức làm giám đốc bảo tàng năm 1920. Trong thời gian làm giám tuyển, chính quyền địa phương bắt đầu xây dựng bộ sưu tập nghệ thuật hiện đại của riêng họ. Cuộc Đại suy thoái ở Hà Lan đã dẫn đến sự cắt giảm của các thành phố và nhu cầu xem xét chính sách ngày càng tăng trong nửa đầu những năm 1930. Năm 1932, một ủy ban thu mua được thành lập với hai thành viên từ VVHK và hai từ chính quyền địa phương. Bốn nhân vật này giám sát tất cả các hoạt động mua bán tác phẩm nghệ thuật cho bảo tàng, đặc biệt là các tác phẩm của trường phái Ấn tượng Hague và Amsterdam cũng như các tác phẩm của những người cùng thời trên thế giới.
Các tác phẩm của Ernst Ludwig Kirchner và Henri Matisse đã được thêm vào bộ sưu tập vào cuối thập niên 1940 và 1950. Trong thời gian này, Stedelijk cũng đã mua lại các tác phẩm nghệ thuật của De Stijl và các phong trào quốc tế liên quan như Chủ nghĩa kiến tạo và Bauhaus.

### Thế kỷ 21
Năm 2001, các bức vẽ của Kazimir Malevich và các nghệ sĩ tiên phong khác của Nga từ bộ sưu tập của Trung tâm Văn hóa Khardzhiev-Chaga đã được thêm vào bộ sưu tập nghệ thuật Ukraine/Nga/Xô viết của bảo tàng.

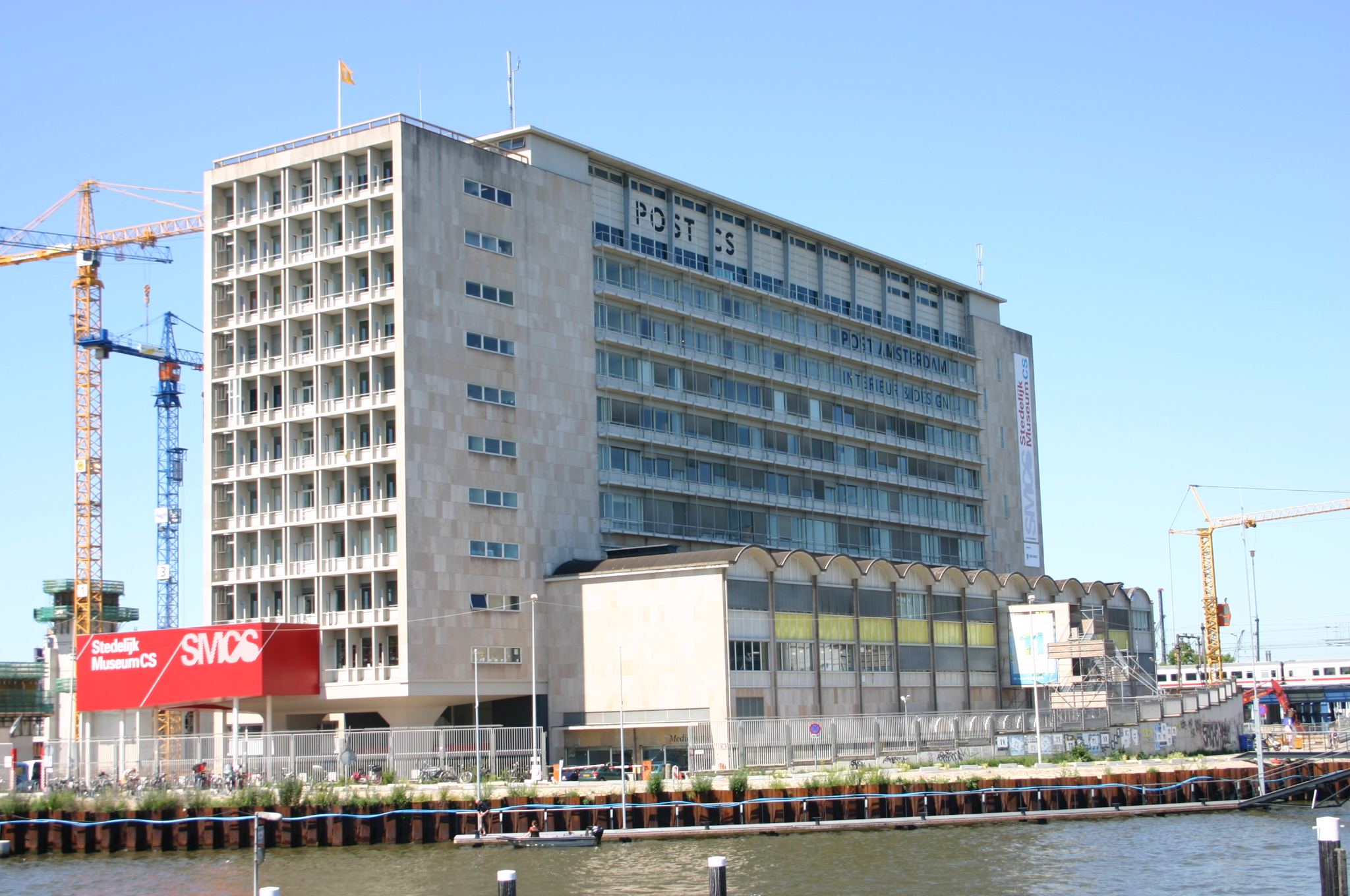
Vị trí tạm thời của Bảo tàng Stedelijk trong tòa nhà Post CS

Năm 2006, hội đồng thành phố đã tư nhân hóa Stedelijk, biến nó trở thành một doanh nghiệp kinh doanh, họ cho thuê tòa nhà bảo tàng và thay mặt hội đồng tổ chức các cuộc triển lãm và quản lý, duy trì và bổ sung vào bộ sưu tập của thành phố.
Khởi công vào cuối năm 2008, Stedelijk đã trải qua quá trình xây dựng lớn. Để đáp ứng điều này, bảo tàng đã bắt đầu dự án "Stedelijk go to Town" để duy trì sự hiện diện trực quan trong thành phố Amsterdam trong khi tòa nhà vẫn đang cải tạo. Dự án kéo dài đến nửa cuối năm 2009 và bao gồm một loạt các hội thảo, bài giảng và bài thuyết trình ở nhiều địa điểm khác nhau trên khắp Amsterdam.

Logo mới của Bảo tàng Stedelijk.

## Phá hoại và trộm cắp

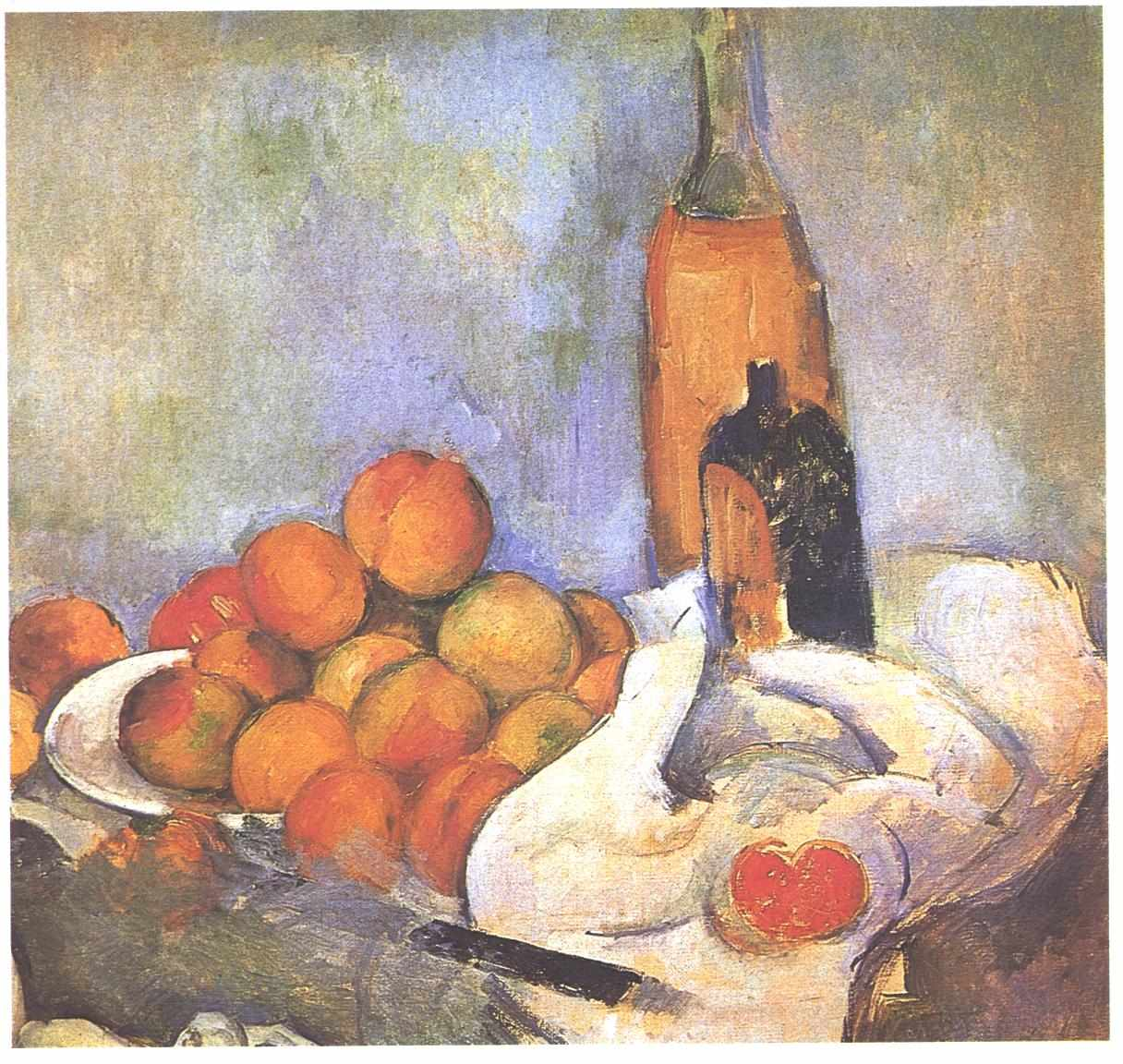
Still life with bottles and apples của Paul Cézanne đã bị đánh cắp năm 1988

Ngày 21 tháng 3 năm 1986, Gerard Jan van Bladeren đã cắt bức tranh Who's Afraid of Red, Yellow and Blue III (1967) của Barnett Newman bằng một con dao tiện ích trong lúc tâm thần không ổn định. Anh bị kết án tám tháng tù giam và hai năm quản chế, và bị cấm đến bảo tàng trong ba năm. Ngày 21 tháng 11 năm 1997, Van Bladeren, một kẻ phá hoại tương tự, đã cắt bức tranh Cathedra (1951), cũng của Barnett Newman. Trước tòa, anh ta kêu oan và không bị kết tội, nhưng vĩnh viễn bị cấm đến bảo tàng.
Ngày 20 tháng 5 năm 1988, xảy ra vụ trộm tác phẩm nghệ thuật đầu tiên và duy nhất trong Stedelijk. Ba bức tranh Vase with Carnations (1886) của Vincent van Gogh, Street in Nevers  (1874) của Johan Jongkind, và Still life with bottles and apples của Paul Cézanne đã bị đánh cắp trong một lần đột nhập. Ngày 31 tháng 5 năm 1988, cảnh sát giả danh là người mua và cả ba bức tranh đã được thu hồi mà không bị hư hại. Kẻ trộm đã bị bắt và kết án.
Ngày 15 tháng 5 năm 2011, chiến thắng của AFC Ajax trong giải đấu quốc gia đã được tổ chức tại Quảng trường Bảo tàng. Trong lễ kỷ niệm, những người ủng hộ đã làm hỏng mái nhà và các tấm kính của Benthem Crouwel Wing, gây thiệt hại 400.000 euro và dẫn đến việc thay đổi địa điểm đối với Amsterdam Arena để ăn mừng chiến thắng sau đó của AFC Ajax vào năm 2012. Bất chấp những vấn đề này, chính quyền thành phố Amsterdam tuyên bố họ vẫn sẽ xem xét sử dụng Quảng trường Bảo tàng như một địa điểm tiềm năng cho các sự kiện lớn.

## Tổ chức
| Năm  | Lượng khách            |
| ---- | ---------------------- |
| 2004 | 130,500                |
| 2005 | 197,900                |
| 2006 | 200,324                |
| 2007 | 223,411                |
| 2008 | 152,103                |
| 2009 | đóng cửa               |
| 2010 | đóng cửa               |
| 2011 | 138,720 (khoảng chừng) |
| 2012 | 300,000 (khoảng chừng) |
| 2013 | 700,000                |
| 2014 | 816,396                |
| 2015 | 675,000 (khoảng chừng) |

Ban đầu là một cơ quan thành phố, Bảo tàng Stedelijk Amsterdam trở thànhtổ chức vào ngày 1 tháng 1 năm 2006 và chịu trách nhiệm trước ban giám sát.
Bảo tàng đã có 138.720 lượt khách vào năm 2011 và 300.000 lượt khách vào năm 2012. Trong mười hai tháng đầu tiên sau khi mở cửa trở lại vào tháng 9 năm 2012, bảo tàng đã có 750.000 lượt khách tham quan. Năm 2013, bảo tàng có 700.000 lượt khách tham quan. Đây là Bảo tàng được ghé thăm nhiều thứ 4 ở Hà Lan, sau Rijksmuseum, Bảo tàng Van Gogh, và Anne Frank House, và là Bảo tàng nghệ thuật được ghé thăm nhiều thứ 87 trên toàn thế giới cùng năm đó. Năm 2014 và 2015, bảo tàng có 816.396 và 675.000 lượt khách tham quan.

### Giám đốc
- Jan Eduard van Someren Brand (1895–1906)[25]
- Cornelis Baard (1906–1936)[25]
- David Röell (1936–1945)[25]
- Willem Sandberg (1945–1963)[25]
- Edy de Wilde (1963–1985)[25]
- Wim Beeren (1985–1993)[25]
- Rudi Fuchs (1993–2003)[25]
- Hans van Beers (2003–2005)[25]
- Gijs van Tuyl (2005–2009)[25]
- Ann Goldstein (2010–2013; năm cuối cùng chỉ làm giám đốc nghệ thuật)[22][25]
- Karin van Gilst (2013–2017; giữ vị trí Giám đốc điều hành)[25][26]
- Beatrix Ruf (2014–2017; giữ vị trí giám đốc nghệ thuật)[27][28]
- Rein Wolfs (từ 2019)
- Jacqueline Bongartz (từ 2019; giữ vị trí Giám đốc điều hành)